# Ingo Reidl

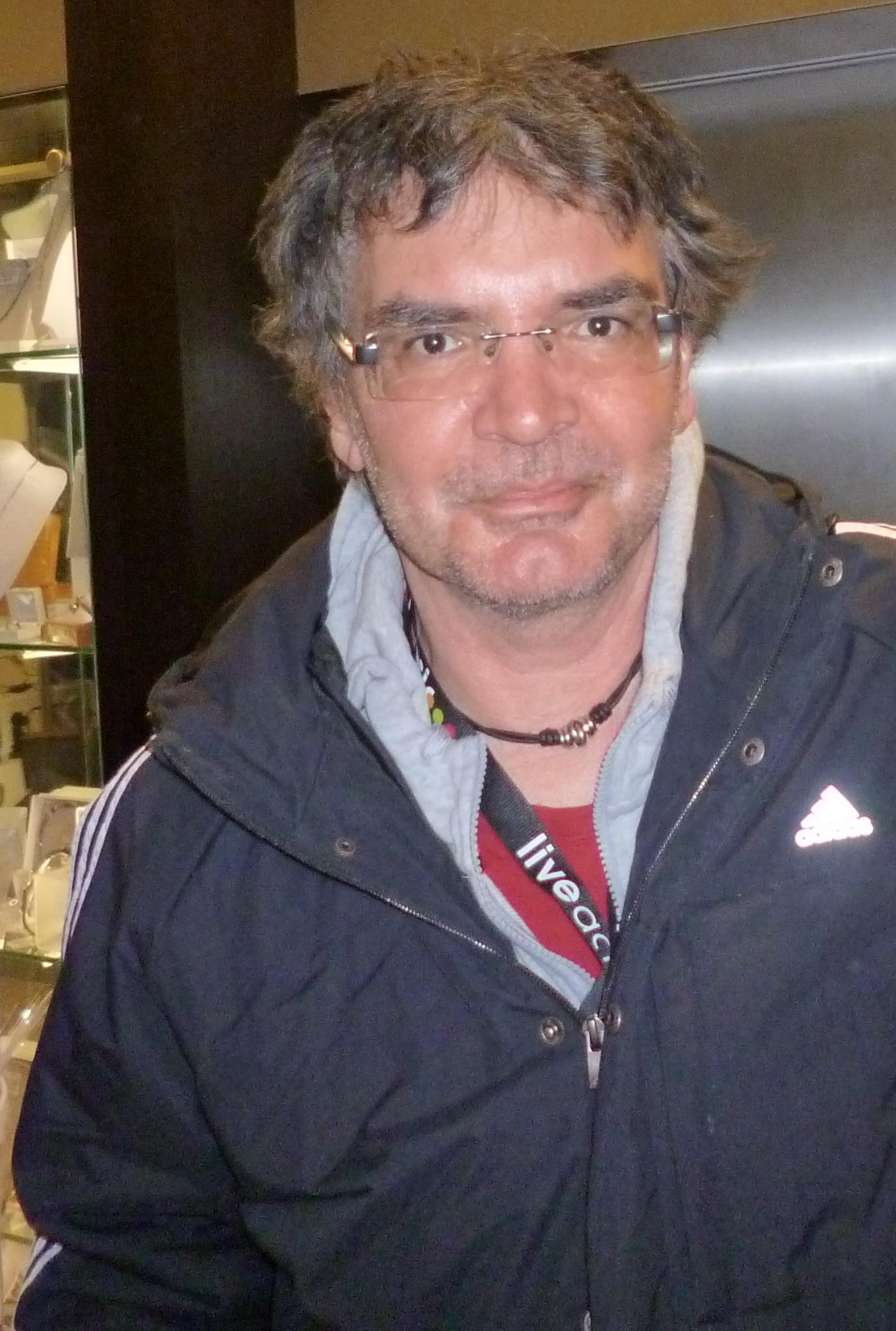
Ingo Reidl (2013)

Ingo Reidl (* 10. Juni 1961 in Bietigheim) ist ein deutscher Musiker, Komponist und Pianist der Popband Pur.

## Leben
Reidl erhielt bereits in frühen Kinderjahren Klavierunterricht, studierte nach dem Abitur klassisches Klavier an der Musikhochschule und schloss dieses Studium ab. Er gründete zusammen mit seinem Jugendfreund Roland Bless 1975 die Band Crusade, die nach einer Umbenennung 1980 in Opus und einer weiteren Namensänderung 1985 schließlich unter dem Namen Pur Bekanntheit erlangt.
Ingo Reidl komponiert und produziert zusammen mit Hartmut Engler sowie Martin Ansel für Pur. Neben den Eigenproduktionen ist er auch als Komponist für weitere Künstler wie etwa Reinhard Mey tätig. Auf Meys Album "Alles geht" (1992) hat er einen Gastauftritt und spielt Keyboards.
Ingo Reidl ist verheiratet und Vater eines Sohnes.